# Kamilla Gafurzianova
Kamilla Gafurzianova, née le 18 mai 1988, est une escrimeuse russe pratiquant le fleuret.
Elle a été vice-championne d'Europe en individuel en 2012. La même année, elle termine onzième des Jeux olympiques et remporte une autre médaille d'argent, par équipes. Grâce à ces résultats, elle grimpe au dixième rang du classement mondial, le meilleur de sa carrière, mais interrompt sa carrière à l'issue de cette saison.

## Palmarès
- Jeux olympiques
  -  Médaille d'argent par équipes aux Jeux olympiques de 2012 à Londres

- Championnats du monde d'escrime
  -  Médaille d'argent par équipes aux championnats du monde d'escrime 2009 à Antalya

- Championnats d'Europe d'escrime
  -  Médaille d'argent aux championnats d'Europe d'escrime 2012 à Legnano
  -  Médaille d'argent par équipes aux championnats d'Europe d'escrime 2009 à Plovdiv

## Classement en fin de saison
| Année | 2006 | 2007 | 2008 | 2009 | 2010 | 2011 | 2012 |
| ----- | ---- | ---- | ---- | ---- | ---- | ---- | ---- |
| Rang  | 188  | 141  | 183  | 14   | 55   | 82   | 10   |